# Pinho (futebolista)
Olimpio Batista Ferreira Júnior, mais conhecido como Pinho (Ibirá, 10 de março de 1945), é um ex-jogador e atual Treinador de futebol brasileiro.

## Como jogador

### Início da carreira
Pinho começou a jogar futebol quando criança. Disputou o amador da cidade de Ibirá, onde nasceu, e ganhou destaque. Incentivado pelo pai, jogou nas bases do União FC de Potirendaba e da Ferroviária de Araraquara, e depois foi mandado, pelo próprio pai, para a Inter de Bebedouro onde se tornaria profissional.

### Curta carreira profissional
Pinho começou sua carreira profissional na Inter de Bebedouro. Era atacante. Como jogador, Pinho fez carreira no interior paulista, defendendo inúmeras equipes do futebol de São Paulo. Depois de se destacar no São Bento de Sorocaba, sendo vice-artilheiro do Campeonato Paulista em 1969 e 1970, foi contratado pelo Olaria, do Rio de Janeiro, porém uma série de lesões não o permitiu emplacar no futebol carioca. Pinho voltou e se estabeleceu mesmo, foi no interior paulista.[carece de fontes?]
Porém, a carreira de Pinho como jogador foi curta. Ele teve de abandonar o posto de jogador futebol profissional após uma grave lesão no joelho.

## Como técnico
Pinho se tornou treinador na década de 70. Ainda era jogador do Grêmio Novorizontino quando foi convidado a se tornar treinador. Fez duas semanas de estágio no Catanduvense e América de Rio Preto, e depois regressou ao Novorizontino para assumir como técnico pela primeira vez. Treinou inúmeras equipes dos Estados de São Paulo, Minas Gerais, Alagoas Goiás, Paraná, Maranhão e Pará.[carece de fontes?] Em 2018 se tornou o treinador mais velho em atividade no futebol brasileiro.

### Conquistas no Sampaio Corrêa
Em 1997, Pinho chegou ao Sampaio Corrêa do Maranhão, onde montou um grande elenco. No time maranhense, Pinho foi campeão estadual da primeira divisão, e campeão Brasileiro da série C invicto.

### Gerente de futebol
Além de técnico, Pinho foi gerente de futebol, as vezes ocupando as duas funções, em diversas equipes, como o Mirassol FC e o Barretos EC.

### Rei do acesso
Pinho ganhou o apelido de Rei do Acesso no interior paulista, em 2014, por conseguir seis acessos no Campeonato Paulista da 2ª Divisão (atual 4ª divisão do estado), além de outros acessos em outras divisões paulistas.
Em 2018, conquistou seu sétimo acesso na quarta divisão Paulista. Doze anos após sua primeira passagem pelo clube, Pinho retornou ao Comercial para levar o clube ribeirão-pretano de volta a série A3 do estadual.
Ele também teve um importante acesso da Série C para Série B do Brasileiro quando conquistou o título com o Sampaio Corrêa em 1997.

### Afastamento da carreira
Ao fim da temporada de 2018, onde foi vice-campeão da 4ª divisão com o Comercial, e garantiu mais um acesso, Pinho decidiu se afastar do futebol. Um dos motivos que o levaram a fazer isso foi uma cirurgia de hernia, onde os médicos recomendaram repouso. Após a derrota na final da quarta divisão paulista, Pinho confirmou que deixaria o Comercial e o futebol (temporariamente), indicando outro treinador para o seu lugar no clube.

### Retorno "relâmpago" ao futebol
Após um curto período de afastamento da profissão, Pinho decidiu voltar a trabalhar no esporte bretão. Em 10 de dezembro de 2018, ele foi anunciado como o novo treinador do América de São José do Rio Preto, para comandar o time na disputa da 4ª divisão paulista em 2019 - torneio onde Pinho ganhou o apelido de "Rei do Acesso", por conta das sete vezes onde terminou promovido para 3ª divisão.
O América disputa a 4ª divisão desde 2015, e deposita em Pinho a chance de voltar a Série A3 do Paulista. Com essa contratação, Pinho retornará a cidade de São José do Rio Preto, onde fez estágio no próprio América para se tornar técnico, em 1979; além de já ter trabalhado por três vezes, entre as décadas de 1980 e 1990, no rival do América, o Rio Preto EC.
Em 11 de dezembro de 2018, Pinho apresentou uma carta escrita a próprio punho com uma série de exigências para que ele possa assumir o cargo no América de São José do Rio Preto. Em 15 de janeiro de 2019, a diretoria do América chegou a um acordo com Pinho, sobre as exigências feitas pelo treinador, e o técnico foi apresentado oficialmente no clube.
Mas, seis dias após assinar contrato com o América, e retomar os trabalhos como Treinador de futebol, Pinho deixou o clube por motivos políticos, sendo essa, sua passagem mais curta por um time em toda sua carreira. Tudo começou no mesmo dia 15 de janeiro, data em que Pinho foi apresentado como novo técnico e assinou contrato; onde nos bastidores políticos do América, foi feito o pedido de afastamento do Presidente do clube, Luiz Donizette Pietro - o "Italiano" - pelo Conselho Deliberativo da entidade. Mesmo com o afastamento do Presidente, Pinho foi mantido como treinador, dando início aos trabalhos de preparação para disputa da 4ª divisão Paulista. Porém, em 21 de janeiro, seis dias após se apresentar, Pinho pediu demissão do cargo alegando problemas políticos relacionados ao afastamento do Presidente do América.
Dois dias após deixar o América, Pinho foi contratado pelo Bandeirante de Birigui. Era a primeira vez que o Rei do Acesso trabalhava em Birigui.
Entretanto, assim como no América, Pinho teve uma passagem relâmpago pelo Bandeirante. Ele comandou o Leão da Noroeste por apenas quatro partidas na quarta divisão paulista, torneio onde o técnico tem mais acessos conquistados na história. Após uma pífia campanha de estréia, com quatro derrotas em quatro jogos, Pinho deixou o comando do time biriguiense em 02 de maio de 2019.
Em 14 de maio de 2019, Pinho foi anunciado como o novo técnico do recém-criado Catanduva FC, que faz sua temporada de estréia na quarta divisão paulista, torneio onde Pinho é especialista em conquistar acessos.[carece de fontes?]

## Vida pessoal
Apesar dos inúmeros times que treinou, a família de Pinho reside em Bebedouro, no interior de São Paulo. O técnico Pinho é católico praticante. É casado com Dona Célia, que conheceu na cidade de Bebedouro, e com ela teve um filho e uma filha.

## Títulos e conquistas

### Como jogador
Conquistas individuais
- Vice-artilheiro do Campeonato Paulista: 1969, 1970[4]

### Como técnico
Campeão
- Pelo Sampaio Corrêa
- Campeonato Brasileiro Série C: 1997 - campeão invicto.
- Campeonato Maranhense: 1997

Vice-Campeão
- Pela Inter de Bebedouro
- Campeonato Paulista Série B1-A: 1993, 1994

- Pelo Comercial
- Campeonato Paulista Segunda Divisão: 2018

## Rei do acesso

### Acessos em torneios nacionais
Da série C para Série B do Campeonato Brasileiro
- 1997 - com o Sampaio Corrêa FC - campeão invicto[29].

### Acessos em torneios estaduais
da 4ª para a 3ª divisão do Campeonato Paulista
- 1988 - com o Olímpia FC[30]
- 1993 - com a Inter de Bebedouro[6] - terminou como vice-campeão do torneio, mas, posteriormente, a Inter não pode jogar a terceira divisão por causa da capacidade do seu estádio
- 1994 - com a Inter de Bebedouro[6] - terminou como vice-campeão do torneio
- 2011 - com o Barretos EC[30]
- 2013 - com o Cotia FC[31][32]
- 2014 - com o Barretos EC[33]
- 2018 - com o Comercial FC - terminou como vice-campeão do torneio.

## Prêmios e honrarias
- 2016 - Título de Cidadão Bebedourense[34][35]